# Petralca austriaca
Petralca austriaca — викопний вид гагароподібних птахів. Мешкав на початку міоцену (близько 22 млн років тому) у водоймах Західної Європи. Скам'янілі рештки птаха знайдені під час будівництва ГЕС у відкладеннях прибережного сланцю формації Ебельсберг (Ebelsberg Formation) у долині річки Траун в Австрії. Голотип складається з кісток обох крил та фрагментів ребер. Рештки під номером Inv.-Nr. 1980/25 зберігаються у Музеї природознавства у Відні.
Судячи з товстостінних кісток, птах був добре пристосований до пірнання.
Вид був описаний Їржі Мліковським 1987 року і віднесений до родини алькових (Alcidae) ряду сивкоподібних. 2018 року за результатами повторного дослідження голотипу Урсулою Гьоліх та Геральдом Майром він був перенесений до ряду гагароподібних.